# نهر ني (كاليدونيا الجديدة)
نهر ني هو نهر في كاليدونيا الجديدة. تبلغ مساحته 173 كيلومترا مربعا. 

## أنظر أيضا
- قائمة أنهار كاليدونيا الجديدة